# Wolf-Joachim Clauß

Generalmajor Clauß (2007)

Wolf-Joachim Clauß (* 14. Mai 1950 in Buxtehude) ist ein Generalmajor a. D. des Heeres der Bundeswehr und war zuletzt Amtschef des Heeresamtes.

## Militärische Laufbahn

### Ausbildung und erste Verwendungen
Clauß trat am 1. Juli 1970 als Offizieranwärter in den Dienst der Bundeswehr und wurde bis 1972 beim Panzergrenadierbataillon 82 in Lüneburg ausgebildet. Im April 1972 wurde er zum Leutnant befördert und diente beim Lüneburger Bataillon bis 1976 erst als Zugführer und später als Nachrichtendienstoffizier (S2). Während dieser Zeit erhielt er im Oktober 1974 die Beförderung zum Oberleutnant. Von 1976 bis 1978 diente Clauß als Jugendoffizier der 3. Panzerdivision in Buxtehude und wurde währenddessen im Oktober 1977 zum Hauptmann befördert. Im Anschluss daran übernahm er in Wentorf bei Hamburg von 1978 bis 1981 als Kompaniechef die 4. Kompanie des Panzergrenadierbataillons 162.

### Generalstabsausbildung und Dienst als Stabsoffizier
Von 1981 bis 1983 absolvierte er in Hamburg den Generalstabslehrgang an der Führungsakademie der Bundeswehr. Zum Abschluss des Lehrganges wurde er mit der Ehrenmedaille General von Clausewitz ausgezeichnet, nachdem er eine überdurchschnittliche Jahresarbeit bei diesem Lehrgang erstellt hat. Anschließend diente er zwei Jahre lang bis 1985 als Stabsoffizier in der Operationsabteilung (G3) des Stabes im Amt für Studien und Übungen der Bundeswehr in Hamburg. Während dieser Zeit wurde er im Oktober 1984 zum Major befördert. Bis 1986 absolvierte er in den Vereinigten Staaten in Fort Leavenworth, Kansas, den Generalstabslehrgang am Combined General Staff College der US-Streitkräfte. Zurück in Deutschland diente Clauß als Generalstabsoffizier beim stellvertretenden Generalinspekteur der Bundeswehr im Bundesministerium der Verteidigung in Bonn und wurde in dieser Zeit im November 1987 zum Oberstleutnant befördert. 1988 wurde er nach Koblenz versetzt und diente dort bis 1990 als Operationsoffizier (G3) der Panzerbrigade 15 unter dem Kommando von Dieter Stöckmann und Hans-Peter von Kirchbach. Danach wurde er abermals nach Wentorf bei Hamburg versetzt und übernahm bis 1992 das Kommando über das Panzergrenadierbataillon 162.
Von 1992 bis 1993 folgte eine erneute Verwendung im Bundesministerium der Verteidigung, diesmal als Referent im Planungsstab (P III 9 (4)) unter der Leitung von Vizeadmiral Ulrich Weisser. Im Oktober 1993 erfolgte die Beförderung zum Oberst. Von 1993 bis 1996 wurde Clauß Operationsoffizier für Landoperationen im Allied Command Baltic Approaches (BALTAP) der NATO in Karup in Dänemark. Danach leitete er, wieder in Bonn, von 1996 bis 1999 das Referat für Zentrale Aufgaben im Führungsstab des Heeres (FüH).

### Generalsverwendungen
Am 16. Juli 1999 übernahm er in Munster von Wolfgang Korte die Panzerlehrbrigade 9 und führte diese bis ins Jahr 2001. Währenddessen wurde er im Oktober 2000 zum Brigadegeneral ernannt. Nach diesem Truppenkommando wurde er wieder nach Bonn versetzt und übernahm dort bis ins Jahr 2003 den Dienstposten des Stabsabteilungsleiters I im Führungsstab des Heeres und war damit verantwortlich für Fragen, die das Personal, die Ausbildung und die Organisation des Heeres betrafen. Unter Ernennung zum Generalmajor übernahm Clauß im Oktober 2003 die 7. Panzerdivision in Düsseldorf und führte diese bis zu ihrer Auflösung im September 2006. Im November 2006 folgte er im Kölner Heeresamt Wolfgang Korte als Amtschef nach, an dessen Spitze er bis zu seiner Pensionierung am 31. Mai 2012 stand.

## Auszeichnungen
- Verdienstmedaille zum Verdienstorden der Bundesrepublik Deutschland
- Ehrenkreuz der Bundeswehr in Gold
- Ehrenmedaille General von Clausewitz (1983)

## Mitgliedschaften
Clauß ist Mitglied im Präsidium der Deutschen Gesellschaft für Wehrtechnik (DWT). Zudem war er Vorsitzender des „Freundeskreis der Panzergrenadiertruppe e. V.“ und Mitglied im Vorstand „Lachen helfen e.V.“, der Privatinitiative deutscher Soldaten und Polizisten zur Hilfe für Kinder in Kriegs- und Krisengebieten.

## Privates
Clauß ist verheiratet.